# Myxobolus branchialis
Myxobolus branchialis is een microscopische parasiet uit de familie Myxobolidae. Myxobolus branchialis werd in 1932 beschreven door Markewitsch. 